# 플러그인 하이브리드

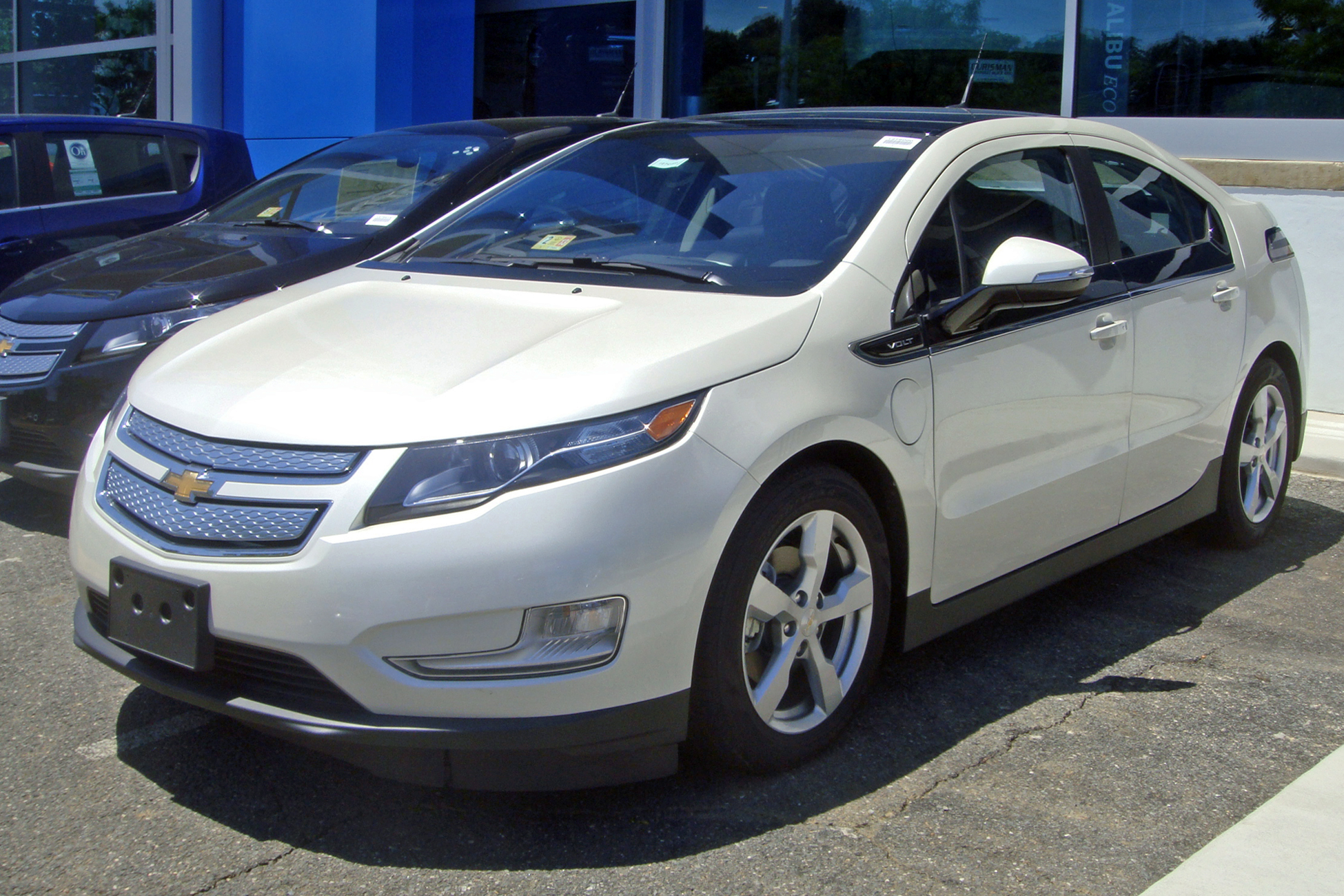
쉐보레 볼트와 배지 엔지니어링 버전(Opel Ampera 등)은 세계에서 가장 잘 팔리는 플러그인 하이브리드이다. 볼트/암페라 패밀리 판매 수는 2015년 10월 100,000대 마일스톤을 달성하였다.

플러그인 하이브리드 전기차(plug-in hybrid electric vehicle, PHEV)는 외부 전력에 연결함으로써, 또 온보드 엔진과 발전기를 통해서 배터리의 재충전이 가능한 하이브리드 차량이다. 대부분의 PHEV들은 승용차이지만 PHEV 버전의 상용차와 밴(van), 다용도 트럭, 버스, 기차, 오토바이, 스쿠터, 군용 차량도 있다.
모든 전기자동차와 비슷하게, 플러그인 하이브리드는 차량 흡입관의 방출을 전기 그리드에 전기를 공급하는 발전기로 대체한다. 이 발전기들은 재생 가능하거나 내연기관에 비해 방출량이 더 적은 편이다. 그리드에서 배터리를 충전하면 온보드 엔진을 사용하는 경우보다 비용이 더 적게 들기 때문에 운용 비용을 줄이는 데 도움을 줄 수 있다.
대량 생산된 플러그인 하이브리드 차량들은 2010년 중국과 미국에 출시되었다. 2016년 말, 소매용 대량 생산 고속도로 합법 플러그인 하이브리드는 30가지 모델을 넘어섰다. 플러그인 하이브리드 자동차는 미국, 캐나다, 서유럽, 일본, 중국에서 주로 구매가 가능하다. 가장 많이 팔리는 모델은 쉐보레 볼트, 미쓰비시 아웃랜더 P-HEV, 토요타 프리우스 PHV(프라임)이다. 스웨덴의 볼보자동차도 최고급 사양에는 플러그인 하이브리드를 장착 중이다.
현재 시판 중인 대부분의 PHEV는 일반적인 전기자동차(BEV)와 달리 완속 충전만 지원한다. 그래서 5핀 플러그만 쓸 수 있다. 다만 미쓰비시 아웃랜더 PHEV는 급속충전도 가능하며, 랜드로버도 5세대 레인지로버와 3세대 레인지로버 스포츠 PHEV에 급속충전을 지원하겠다고 밝혔다. 11세대 E 클래스의 PHEV도 급속 충전을 지원한다고 밝혔으나, 대한민국 판매분에는 기존의 완속용 잭이 달린다.
대한민국에서는 보조금 문제 등의 이유로, PHEV의 인기가 순수 전기차 및 일반 하이브리드보다 상대적으로 낮다. 그래서 대한민국산 플러그인 하이브리드는 100% 수출용으로만 생산한다. 현대 아이오닉, 기아 니로, 현대 쏘나타, 기아 K5에 플러그인 하이브리드가 있었으나, 별다른 인기를 얻지 못한 쏘나타와 K5는 풀 모델 체인지하면서 대한민국 내수에서는 플러그인 하이브리드를 제외했다. 2020년 3월에는 아이오닉 PHEV도 생산이 중단되면서 국산 플러그인 하이브리드는 1세대 니로 PHEV만 남았고, 기아에서 2022년에 2세대 니로의 출시를 앞두고 니로의 플러그인 하이브리드를 모두 수출용으로만 생산한다고 발표함에 따라 대한민국산 플러그인 하이브리드 자동차는 대한민국 내수 시장에서 전멸했다. 현대 싼타페, 기아 쏘렌토의 플러그인 하이브리드 역시 전량 수출용이다. 따라서 대한민국의 자동차 시장에서 판매하는 플러그인 하이브리드 자동차는 모두 수입차다. 쉐보레 볼트 PHEV도 보조금 문제 때문에 대한민국에는 렌터카/카셰어링 업체에 먼저 판매한 후 민수 시장에 내놓았으며, GM 미국 본사가 볼트 PHEV를 단종시키면서 볼트 EV만 판매하고 있다.

## 역사
1899년 초에 생산된 로너-포르쉐 믹스테 하이브리드가 최초의 하이브리드 전기차였다. 초기의 하이브리드들은 운용 전에 외부 전원의 공급을 받을 수 있었다. 그러나 "플러그인 하이브리드"라는 용어는 표준 전기벽 소켓으로부터 충전이 가능한 하이브리드 차량을 의미했다. "플러그인 하이브리드 전기차"라는 용어는 UC 데이비스 앤드루 프랭크 교수에 의해 만들어졌으며 그는 "현대의 플러그인 하이브리드의 아버지"로 불린다.

## 같이 보기
- 무선 충전